# Послойная сборка

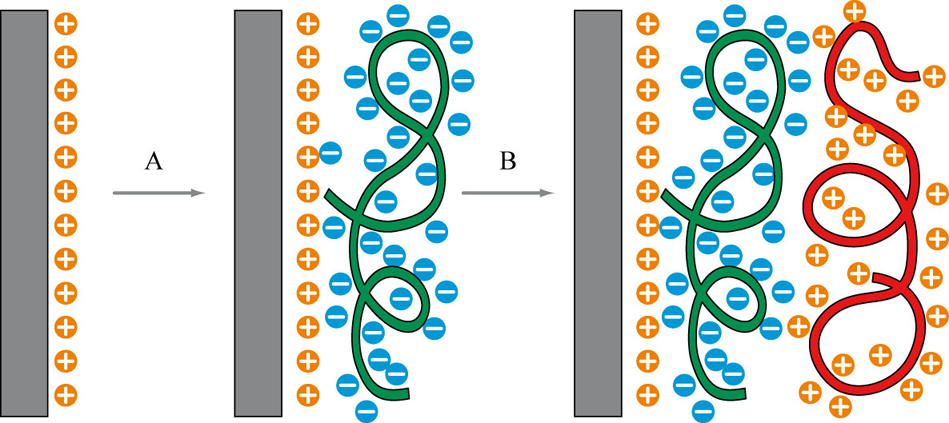
Схема процесса получения тонкой плёнки методом послойной сборки:
A — осаждение отрицательно заряженного полиэлектролита (полианиона); B — осаждение положительно заряженного полиэлектролита (поликатиона).

Послойная сборка (англ. layer-by-layer) — метод создания многослойных тонкоплёночных структур, основанный на последовательном осаждении из растворов монослоёв полимеров на подложку.

## Описание
Процесс сборки происходит следующим образом. Хорошо очищенная твердая основа погружается в разбавленный раствор отрицательно заряженного полиэлектролита на время, оптимальное для адсорбции одного монослоя, затем промывается и высушивается. Следующим шагом является погружение пластинки с отрицательно заряженным слоем в раствор положительно заряженного полиэлектролита на время, необходимое для адсорбции монослоя. Пластинка снова промывается и сушится. Так получается один бислой «сэндвича». Поступая аналогичным образом многократно, можно получить плёнку желаемой толщины.
Первоначально считалось возможным создание мультислойных сборок только за счёт электростатического взаимодействия водорастворимых соединений. Однако недавно была обнаружена возможность получения плёнок из органорастворимых полимеров. В этом случае плёнки стабилизируются посредством водородных связей и гидрофобных взаимодействий. 
Метод послойной сборки позволяет получать тонкие плёнки (5–500 нм) заданной толщины и состава из большого количества разнообразных систем, причем сборка может проводиться на любой заряженной поверхности. Несомненным достоинством метода является простота технологии: процесс можно проводить при комнатной температуре на воздухе.